# Wajira
Wajira es un género monotípico de plantas con flores perteneciente a la familia Fabaceae. Su única especie: Wajira albescens Thulin, es originaria de Kenia y Somalia.

## Descripción
Es una planta trepadora perenne con tallos leñosos, escasamente pubescentes con pelos retrorsos cuando son jóvenes.

## Ecología
Se encuentra en matorrales con Acacia, Commiphora y Dalbergia sobre calizas, y margas arenosas de color rojo; a una altitud de 300 metros.